# Тамарилаев, Абдулбасир Мусаевич
Абдулбасир Мусаевич Тамарилаев (25 августа 2002) —  российский спортсмен, специализируется по ушу, кикбоксинг, рукопашному бою и боксу. Чемпион России по ушу.

## Спортивная карьера
В январе 2023  года в Каспийске стал чемпионом Дагестана по ушу-саньда. В марте 2023 года в Москве, победив в финале Шамиля Мусаева из Московской области, одержал победу на чемпионате России. В апреле 2024 года в Москве, одержав три победы и одолев в решающей схватке Запира Халигаджиева из Дагестана, стал чемпионом России по ушу-саньда.

## Спортивные достижения
- Пятикратный чемпион Дагестана по ушу;
- Чемпион СКФО по кикбоксингу;
- Чемпион Дагестана по рукопашному бою;
- Чемпион СКФО по рукопашному бою;
- Двукратный призёр чемпионата Дагестана по боксу;
- Чемпионат России по ушу 2023 — ;
- Чемпионат России по ушу 2024 — ;

## Личная жизнь
По состоянию на апрель 2024 года являлся студентом Дагестанского государственного технического университета, учился на 2-м курсе заочной формы обучения, по специальности: «Электроэнергетика и электротехника». Работал в «Россети», сторожем производственного участка Затеречных электрических сетей.